# Vertepa
Vertepa (ukránul: Вертеп) falu Ukrajnában, Kárpátalján, a Huszti járásban.

## Fekvése
Kisrákóctól délkeletre fekvő település.

## Népessége
| 2001 | 456 |

## Kultúra
Vertepa lakosai között máig él a karácsonyi kántálás (betlehemes) szokása. A vertepaiak karácsony táján ellátogatnak a szomszéd településekre is fából készült kis templom makettjeikkel.